# 唐勇 (1964年)
唐勇（1964年9月12日—），男，四川井研人，中国有机化学家。

## 生平
1986年毕业于四川师范大学化学系，1992年和1996年在中国科学院上海有机化学研究所分别获硕士学位和博士学位。
1996年3月至1996年7月，任中国科学院上海有机化学研究所助理研究员。1996年8月至1997年5月，任美国科罗拉多州立大学博士后。1997年6月至1999年4月，任美国乔治城大学博士后。1999年5月至1999年12月，任中国科学院上海有机化学研究所副研究员。2000年1月至今，任中国科学院上海有机化学研究所研究员。现任中国科学院上海有机化学研究所所长、金属有机化学国家重点实验室主任。
2000年入选中国科学院百人计划，2002年获“国家杰出青年基金”，2012年获国家自然科学二等奖（第一完成人）。
2015年当选为中国科学院院士。